# Home on the Range (phim 2004)
Ngôi nhà trên núi (tiếng Anh: Home on the Range) là một bộ phim hoạt họa mang những đặc trưng truyền thống của hãng phim Walt Disney.

## Cốt truyện
Với những con thú thuộc trang trại Patch of Heaven, cuộc sống là tuyệt nhất khi được ở nông trại xinh xắn như một chiếc bánh của bà chủ tốt bụng Pearl. Rất hiếm khi nghe thấy một câu phàn nàn nào từ chúng, ngoại trừ Jeb, một con dê già hay gắt gỏng suốt ngày nghĩ rằng bất cứ cái ống bơ nào cũng là của nó. Ở đây có Caloway, một cô bò Anh khó tính với chiếc mũ rơm trên đầu, được coi là người quản lý khu vực nhà kho. Còn một cô bò khác trẻ hơn, đó là Grace với đôi mắt to ngây thơ có xu hướng thích lối suy nghĩ trẻ trung. Ngoài ra, nông trại có nhiều "cư dân" khác như những chú lợn, gà con và vịt.
Cuộc sống yên bình đột nhiên thay đổi khi xảy ra hai sự kiện lớn. Patch of Heaven đón chào thành viên mới, một nàng bò ăn diện tên Maggie chuyển đến ở sau khi chủ của nó bị tịch thu đất đai. Ngay sau đó, cảnh sát trưởng Brown, trên lưng chú ngựa nhã nhặn Buck, tới báo tin dữ rằng Patch of Heaven có thể bị đưa vào khu vực bán đấu giá trong 3 ngày tới trừ phi bà Pearl thanh toán khoản tiền 750 USD. Maggie đề xuất ý kiến các con thú có thể giành giải Blue Ribbon tại hội chợ sắp tới, còn 3 nàng bò xuống phố nhờ Buck giúp kéo dài thời gian. Caloway lại coi Maggie là người ngoài và không sẵn sàng từ bỏ bà chủ, tuy nhiên vì lợi ích chung của cả trang trại, bà bò già đành đồng ý với kế hoạch. Nhờ tinh thần đoàn kết của tất cả, chúng đã cứu được trang trại của mình và lại sống hạnh phúc như xưa.

## Chuyện hậu trường
Đây là sản phẩm đầu tay của hai đạo diễn trước nay vốn quen với việc sáng tác kịch bản Will Finn và John Sanford. Finn từng có 25 năm kinh nghiệm với nghề sản xuất phim hoạt hình, chính ông là người giám sát quy trình tạo ra những nhân vật đáng nhớ như đồng hồ Cogsworth trong Beauty and the Beast hay chú vẹt Iago trong Aladdin. Còn Sanford gia nhập đội ngũ làm hoạt hình của Disney từ năm 1993, góp nhiều công sức trong việc phát triển cốt truyện cho Mulan và The Hunchback of Notre Dame và là người sáng tác chính kịch bản Atlantis: The Lost Empire.
Sanford nói: "Mục đích khi làm phim này là đem lại niềm vui cho chúng tôi và khán giả. Will và tôi đều mê hoạt hình và cảm thấy làm hoạt hình là một nghệ thuật thú vị. Có những giá trị đạo đức ẩn chứa trong câu chuyện của chúng tôi, nhưng chúng tôi lại không muốn quá chú trọng đến những thông điệp nặng nề. Chúng tôi tự hào đã làm ra một tác phẩm hoạt hình mang tính giải trí, đem đến sự vui vẻ thoải mái cho khán giả". David Stainton, chủ tịch hãng Walt Disney Pictures, khẳng định: "Home on the Range là bộ phim mang tính giải trí lành mạnh từ đầu đến cuối và là cơ hội thể hiện tài năng của những nhà làm phim hoạt hình xuất sắc cũng như những nhạc sĩ tài ba".
Mùa thu năm 1998, để chuẩn bị bắt tay vào công việc, nhà sản xuất Goldstone đầu tư một chuyến đi thực tế tới nông trại ở vùng quê cho 12 người gồm hai nhạc sĩ Menken và Slater cùng với các giám đốc, giám sát nghệ thuật... Họ đã phiêu lưu trên lưng ngựa, cắm trại dưới bầu trời đêm đầy sao và đi dạo lẫn trong đám gia súc. Đến tối, nhóm còn tham dự buổi đốt lửa trại để được nghe nhạc miền tây do những tay cao bổi thứ thiệt và các chủ trại chơi. Để đáp lại, Alan Menken cầm đàn guitar tặng những khán giả thân thiện một khúc nhạc ngẫu hứng ông vừa sáng tác. Có thể nói tất cả đều có được cảm nhận chân thực nhất về cuộc sống ở một nông trang.
Nếu như Snow White and the Seven Dwarfs, sản xuất năm 1937 là bộ phim hoạt hình đầu tiên trong danh sách 44 phim làm theo phong cách vẽ tay truyền thống của Walt Disney thì Home on the Range được coi là tác phẩm cuối cùng. Khi phát hành ở Mỹ, việc không thu về được doanh số như đã định là một trong những lý do khiến Disney quyết định không tiếp tục làm hoạt hình kiểu này nữa. Nhưng đến đầu năm 2006, do nhiều chuyên gia cả trong và ngoài hãng phản đối, người ta lại xem xét thay đổi kế hoạch.